# Birgit Lennartz-Lohrengel
Birgit Lennartz-Lohrengel (* 22. November 1965 in Bad Godesberg als Birgit Lennartz) ist eine ehemalige deutsche Marathon- und Ultramarathonläuferin.

## Werdegang
Birgit Lennartz legte 1984 ihr Abitur am Albert-Einstein-Gymnasium in Sankt Augustin ab. Ein Studium der Sportwissenschaften an der Deutschen Sporthochschule Köln schloss sie 1989 als Diplom-Sportlehrerin ab.
Nach einem anschließenden Grundstudium der Oekotrophologie an der Universität Bonn qualifizierte sie sich in einer dreijährigen Ausbildung zur Physiotherapeutin im Präventions- und Rehabilitationsbereich.
Sie gehörte auf der Marathonstrecke zur deutschen Spitzenklasse und war auf den Strecken jenseits der Marathon-Distanz über Jahre dominierend in Deutschland. Unter anderem gewann sie siebenmal die 100 km von Biel (ihre Zeit von 1997 ist Streckenrekord), zehnmal den Swiss Alpine Marathon, achtmal den Rennsteiglauf, fünfmal den Albmarathon (1 × über 50 km, 4 × über 44 km), sechsmal in Folge den Défi Val-de-Travers und einmal den Comrades Marathon in Südafrika. Am 28. April 1990 stellte sie in Hanau einen Weltrekord im 100-Kilometer-Lauf in 7:18:57 h auf.
Im Marathon war sie 1989 Deutsche Meisterin und 1983 Vizemeisterin. Im 100-Kilometer-Lauf war sie von 1988 bis 1994 sieben Mal in Folge Deutsche Meisterin, 1997 und 2001 konnte sie diesen Titel ebenfalls gewinnen. Im Berglauf war Lennartz 1988, 1990 und 1993 Deutsche Meisterin; außerdem siegte sie viermal beim Gletscherlauf bzw. Aletsch-Halbmarathon.
1997 erlitt sie am Tag nach ihrem Sieg bei einem Gebirgsmarathon über 72 km im Jura einen Schlaganfall. Wie sie selbst mitteilte, habe eine Dehydratation in Verbindung mit einer Kapillarverletzung zum Anfall geführt.
Insgesamt gewann sie bislang 69 Läufe über die Marathondistanz (Stand August 2020), darunter den Rhein-Ruhr-Marathon (1982–1984, 1991), den vorolympischen Seoul-Marathon 1984, den Frühlingsmarathon Wien (1986), den München-Marathon (1992), den Leipzig-Marathon (1992), den Monschau-Marathon (1993, 1995–96, 1999, 2001, 2008), die Premiere des Jungfrau-Marathons 1993, den Herbstmarathon der Bertlicher Straßenläufe (1993), den Steinfurt-Marathon (1992, 1994, 1998–99, 2001), den Königsforst-Marathon (1994, 1996, 2008), den Rursee-Marathon (1997–99), den Bonn-Marathon (2001 und 2010), den Dreiländer-Marathon (2001), den Napf-Marathon (2001), den Weiltalweg-Landschaftsmarathon (2003), den Bad-Pyrmont-Marathon (2003), den Kyffhäuser-Berg-Marathon (2004) und den Trollinger-Marathon (2005). Im März 2011 gewann sie nach 2010 zum zweiten Mal den Antalya-Marathon.

### Privates
Seit 1992 ist Birgit Lennartz-Lohrengel mit Udo Lohrengel verheiratet und lebt heute in Lohmar.
Ihr Bruder Burkhard Lennartz war 1992 Deutscher Meister im 100-Kilometer-Lauf. Ihr Vater Karl Lennartz (1940–2014) war Sporthistoriker und 25 Jahre Hochschullehrer an der Deutschen Sporthochschule Köln. 2019 wurde Lennartz für ihre außerordentlichen Leistungen bei der Jahrestagung der German Road Races mit dem GRR Award für ihr Lebenswerk ausgezeichnet.
Sie ist die erste Vorsitzende ihres Vereins LLG St. Augustin.

## Bestleistungen
- 5000 m: 16:39,0 min, 29. August 1984, Sankt Augustin
- 10.000 m: 34:30,78 min, 26. August 1986, Bonn
- 10-km-Straßenlauf: 34:05 min, 10. März 1985, Leverkusen
- Marathon: 2:38:15 h, 25. März 1990, Kandel
- 50 km: 3:29:40 h, 16. April 1994, Rodenbach (ehemaliger deutscher Rekord)
- 6 Stunden: 78,057 Kilometer, 7. Oktober 2000, Ottweiler (Zwischendistanz, ehemaliger deutscher Rekord)
- 100 km: 7:18:57 h, 28. April 1990, Hanau (Deutscher Rekord, ehemaliger Weltrekord)
- 100-km-Bahnlauf: 7:50:47 h, 7. Oktober 2000, Ottweiler (Deutscher Rekord)

## Veröffentlichungen
- Geschichte des Ultralanglaufs unter besonderer Beruecksichtigung der Entwicklung in Deutschland. Diplomarbeit. Köln 1989
- Ratgeber Training, Ernährung, Regeneration des Lang- und Ultralangläufers. Verlag Werbung UM Sport, 1993
- Aquajogging oder Laufen im Wasser. Verlag Werbung UM Sport, 2002
- Cook and run. 155 fixe Rezepte für Läufer, Biker und Walker. LAS-Verlag, Regensburg 2005, ISBN 3-89787-170-X